# Faron Young Sings “Some Kind of a Woman”
Faron Young Sings “Some Kind of a Woman” es un álbum de estudio del músico de country estadounidense Faron Young. Fue publicado en febrero de 1974 a través del sello Mercury Records.

## Recepción de la crítica
Un escritor no especificado de la revista Cash Box escribió: “Las interpretaciones vocales de Faron se ejecutan con su magistral estilo vocalizado y la gran selección de material que se encuentra en su presente álbum. El corte que da nombre al álbum es un gran tema con transiciones por excelencia y la suave voz de Faron”. Un escritor no especificado de la revista Billboard indicó que “Faron es uno de los mejores cantantes de baladas de todos los tiempos y este ofrece una colección excepcional”.

## Lista de canciones
| Lado uno |                                          |                                     |          |  |
| N.º      | Título                                   | Escritor(es)                        | Duración |  |
| 1.       | «Some Kind of a Woman»                   | Jimmy Peppers Tommy Cash            | 2:35     |  |
| 2.       | «My Woman's with Child»                  | Richard Burt                        | 3:00     |  |
| 3.       | «Almost Dawn in Denver»                  | Clyde Pitts Cile Davis Billy Deaton | 3:15     |  |
| 4.       | «Again Today»                            | Ernie Reed                          | 2:09     |  |
| 5.       | «Let Me Love the Leavin' from Your Mind» | Kent Westberry Hal Harbour          | 2:31     |  |
| 6.       | «Please Change the Subject»              | Johnny McCollum                     | 2:23     |  |

| Lado dos |                                 |                            |          |  |
| N.º      | Título                          | Escritor(es)               | Duración |  |
| 1.       | «The Wrong in Loving You»       | Bobbi Odom Toni Dae        | 2:14     |  |
| 2.       | «Don't Give Up on Me»           | Ben Peters                 | 3:03     |  |
| 3.       | «I Can't Get the You Out of Me» | Kermit Goell Fred Spielman | 3:09     |  |
| 4.       | «New World Tomorrow»            | W. Cargile                 | 2:21     |  |
| 5.       | «She's Got to Be a Saint»       | Joe Paulini Mike Di Napoli | 3:35     |  |

## Créditos y personal
Créditos adaptados desde las notas de álbum de Faron Young Sings “Some Kind of a Woman”.
Músicos
- Faron Young – voz principal y coros
- Dave Hall – tenor
- Millie Kirkham, Trish Williams, The Jordanaires – coros
- Tommy Allsup, Harold Bradley, Ray Edenton, Glenn Keener, Jerry Kennedy, Pete Wade, Chip Young – guitarra
- Buddy Harman – batería
- Bob Moore, Henry Strzelecki – bajo eléctrico
- Pig Robbins – piano
- Lloyd Green – steel guitar
- Johnny Gimble, Ernie Reed, Buddy Spicher – violín tradicional

Personal técnico
- Jerry Kennedy – productor
- Gilbert Kong – masterización
- Tom Sparkman – ingeniero de audio
- Al Clayton – fotografía
- Joe Kotleba – diseño de portada

## Posicionamiento
| Gráfica (1974)                                    | Pico de posición |
| ------------------------------------------------- | ---------------- |
| Estados Unidos (Billboard Hot Country LPs)        | 25               |
| Estados Unidos (Cash Box Top Country LPs)         | 16               |
| Estados Unidos (Record World Country Album Chart) | 23               |